# Universitets- og Bygningsstyrelsen
Universitets- og Bygningsstyrelsen var en styrelse under Ministeriet for Videnskab, Teknologi og Udvikling, der blev oprettet 1. maj 2006 og havde ca. 170 ansatte. Den havde til huse i Bredgade i det indre København.
Styrelsen havde til formål at medvirke til at skabe attraktive uddannelses- og forskningsmiljøer og arbejdede både med lovgivning, bygninger, organisation og økonomi. Universitets- og Bygningsstyrelsen stod for administration af bygningerne, som de danske universiteter har til huse i, ligesom styrelsen var ansvarlig for universiteternes udvidelser, ombygninger og nybyggerier. Det var også styrelsens opgave at forestå disse opgaver for de statslige sektorforskningsinstitutioner og de tidligere amtslige uddannelser.
Styrelsen blev nedlagt i dens daværende form i 2011, idet den universitetspolitiske del af styrelsen og den daværende Styrelsen for International Uddannelse blev lagt sammen til Styrelsen for Universiteter og Internationalisering.
|  | Denne artikel kan blive bedre, hvis der indsættes geografiske koordinater Denne artikel omhandler et emne, som har en geografisk lokation. Du kan hjælpe ved at indsætte koordinater i wikidata. |